# Kazuhiko Takemoto
Kazuhiko Takemoto (竹本 一彦 Takemoto Kazuhiko?), född 22 november 1955 i Aichi prefektur, är en japansk före detta fotbollsspelare och tränare.
Takemoto har tränat J1 League-klubbar, Gamba Osaka och Kashiwa Reysol.